# Солдатские Челны
Солдатские Челны (чув. Чаллӑ) — деревня в Челно-Вершинском районе Самарской области в составе сельского поселения Челно-Вершины.

## География
Расположен на западных отрогах Бугульмино-Белебеевской возвышенности и относится к Высокому Заволжью. Примыкает к северо-западной границе районного центра села Челно-Вершины.

### Климат
континентальный, свойственны резкие температурные контрасты, быстрый переход от холодной зимы к жаркому лету. В среднем за год выпадает 447 мм осадков.

## История
Деревня основана в начале XX века выходцами из села Челно-Вершины.

## Население
| 2010 |
| ---- |
| 75   |

### Национальный состав
Согласно результатам переписи 2002 года, в национальной структуре населения русские составляли 52 % из 94 чел.

## Инфраструктура
Личное подсобное хозяйство.

## Транспорт
Автомобильный транспорт.